# Chaurikharka
Chaurikharka – gaun wikas samiti we wschodniej części Nepalu w strefie Sagarmatha w dystrykcie Solukhumbu. Według nepalskiego spisu powszechnego z 2001 roku liczył on 690 gospodarstw domowych i 3080 mieszkańców (1504 kobiet i 1576 mężczyzn).

Chaurikharka - od Lukli do Namche
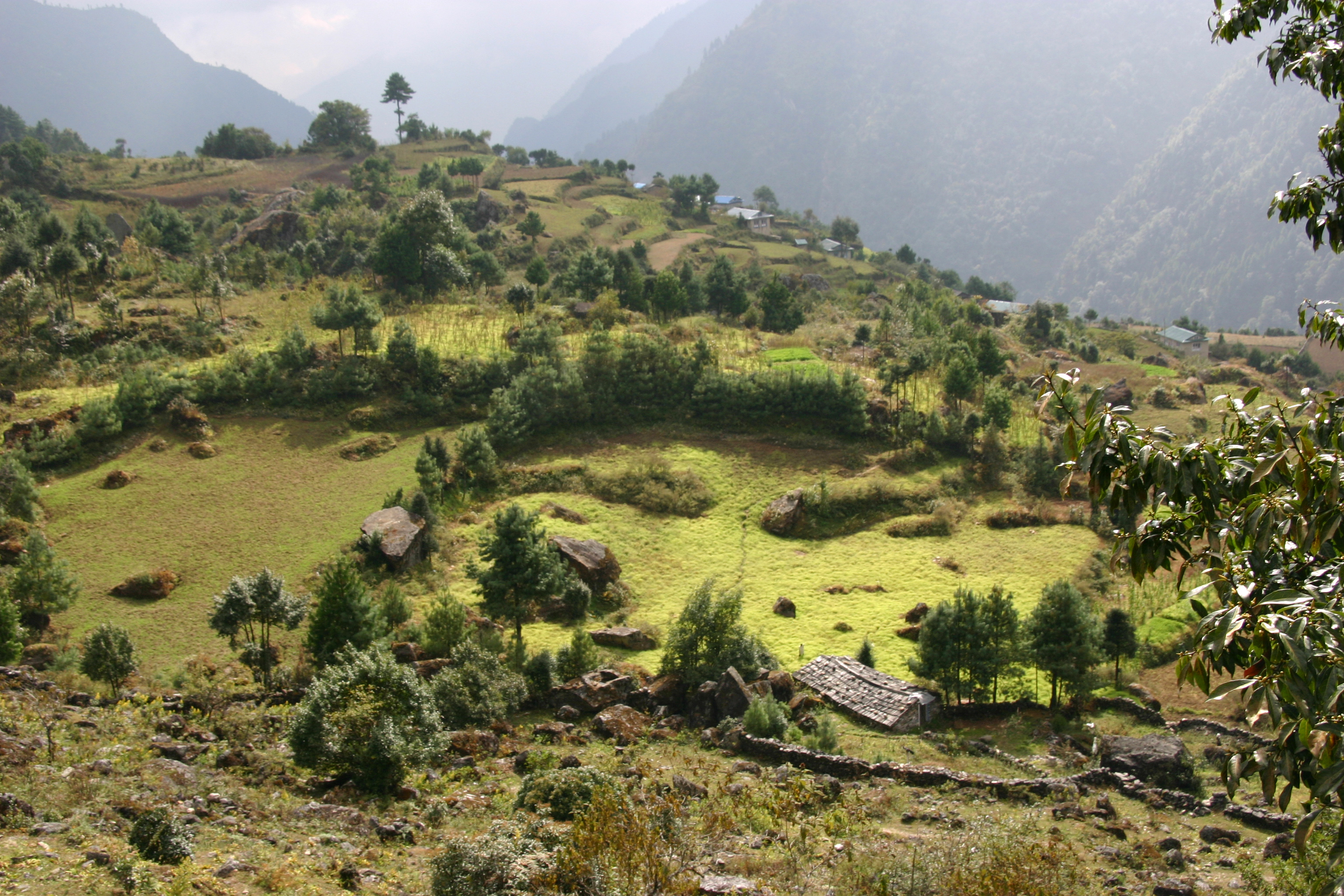
Od Lukli do Chheplung
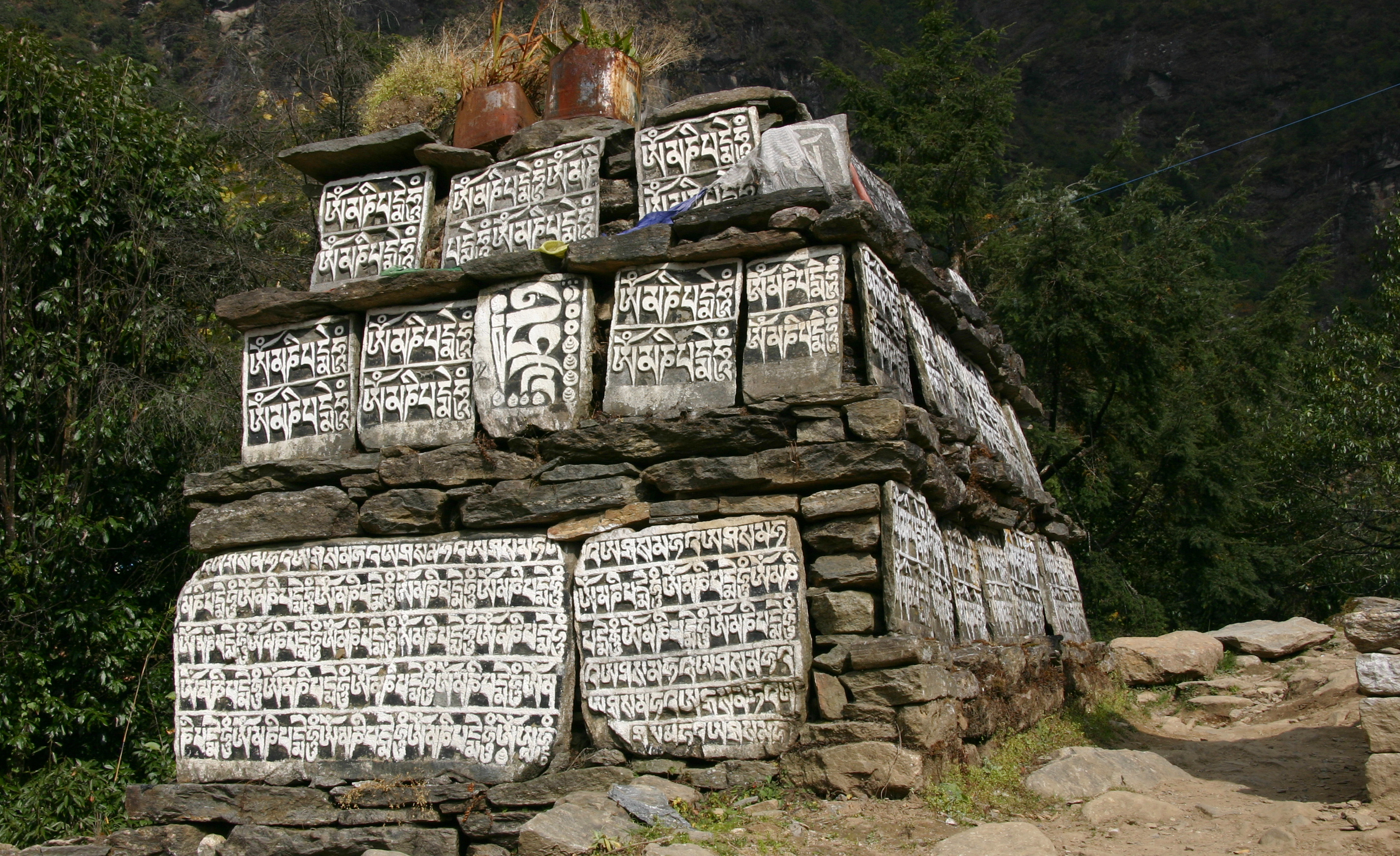
Chheplung
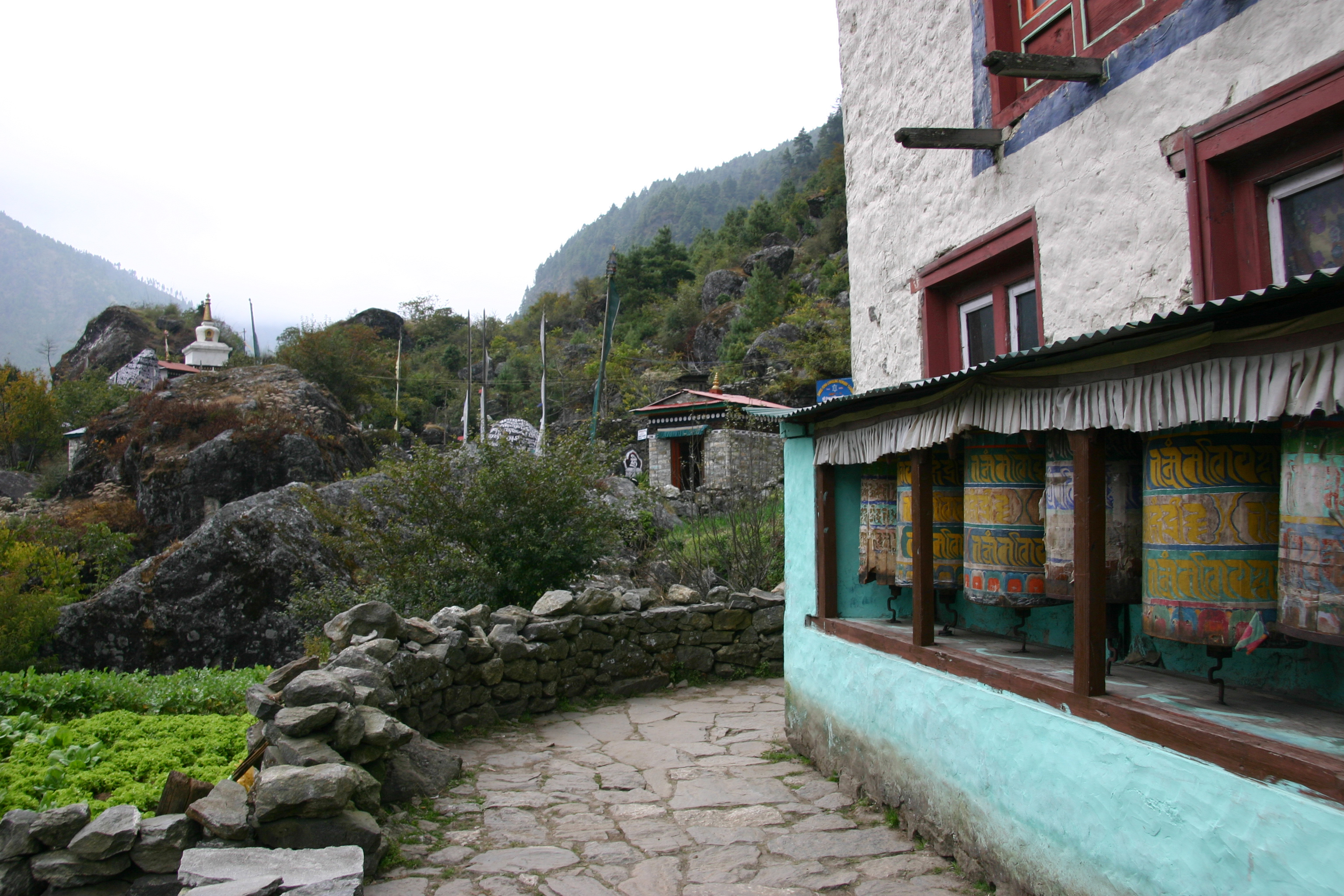
Chhuthawa
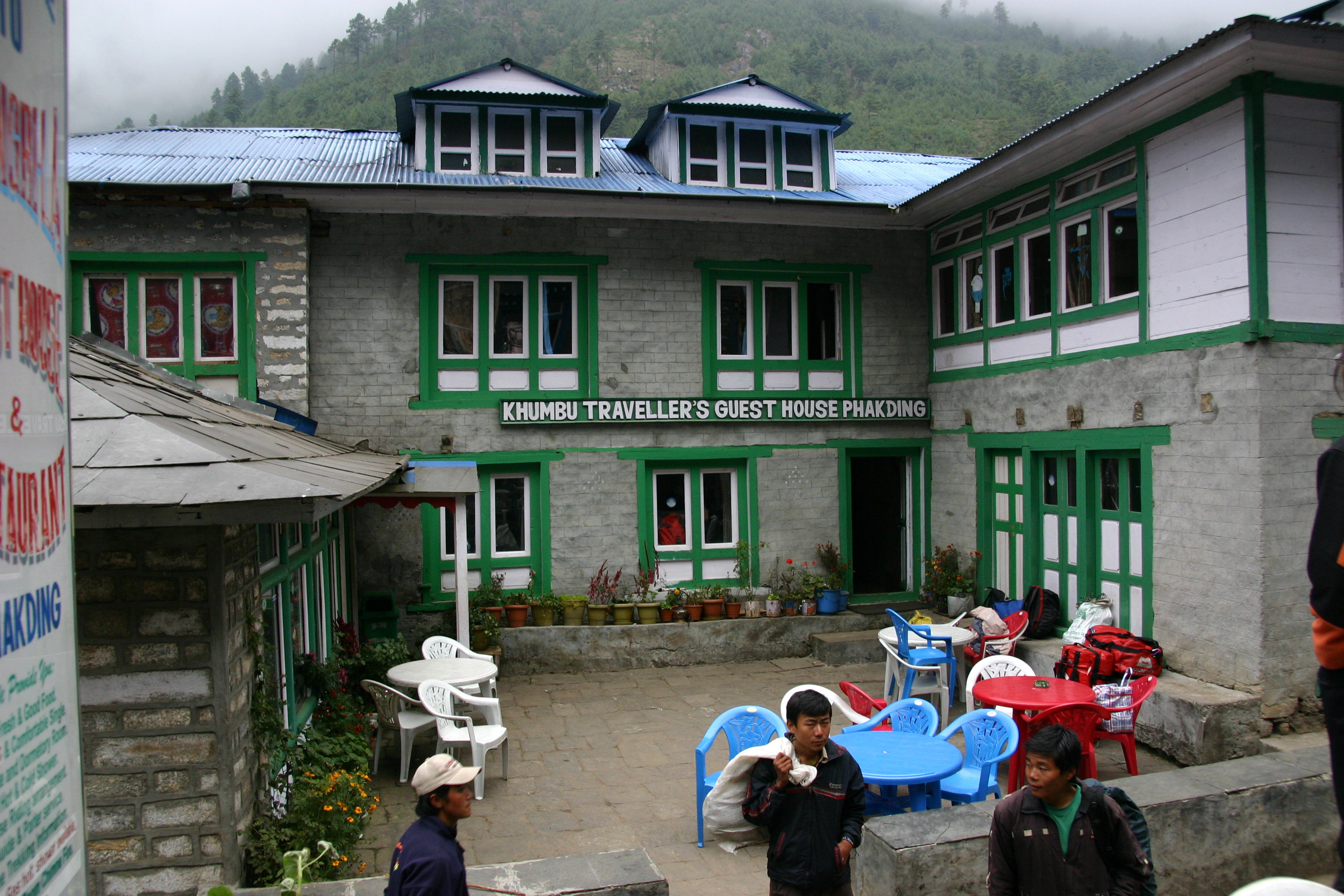
Phakding
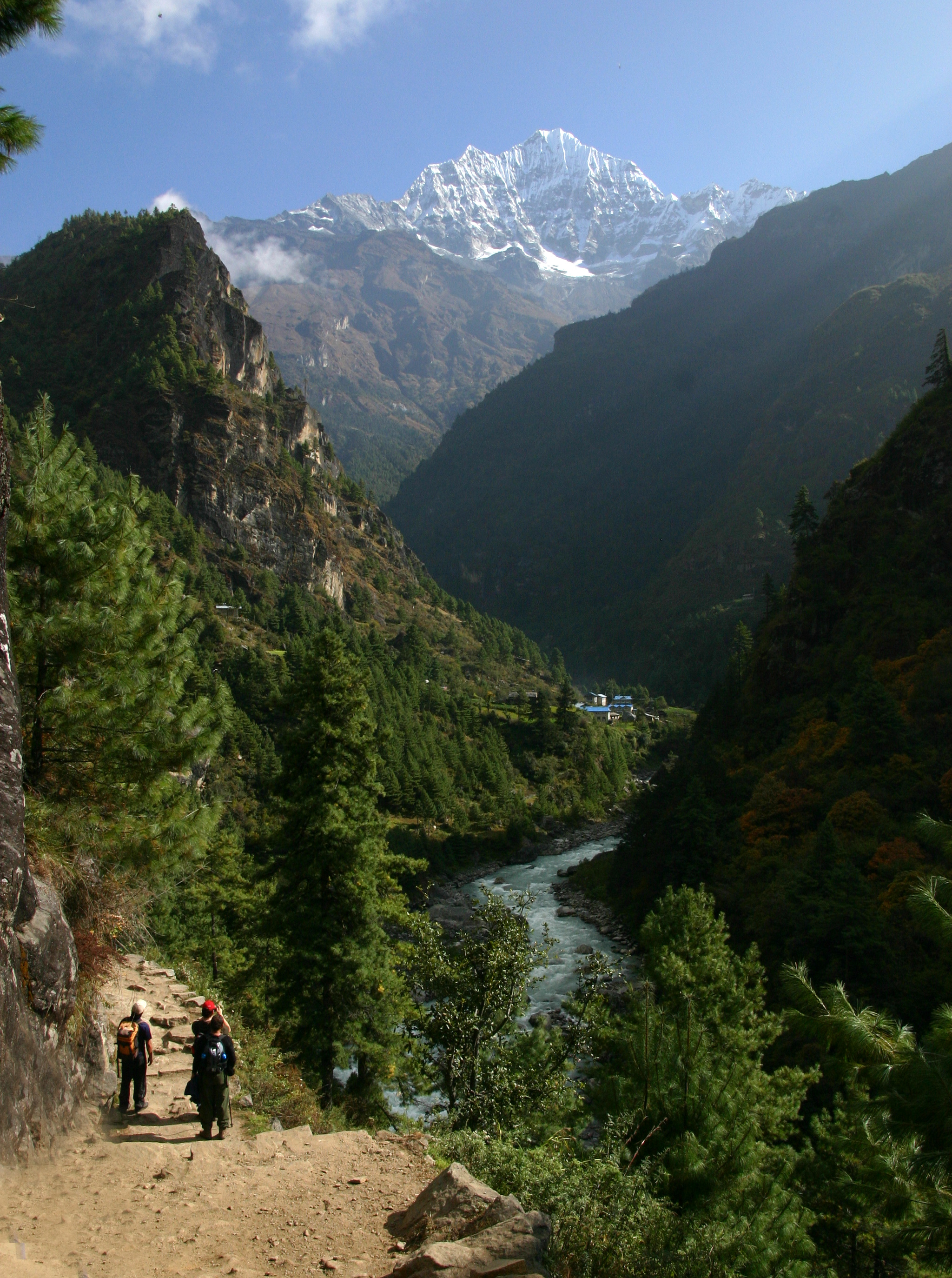
Widok na góry
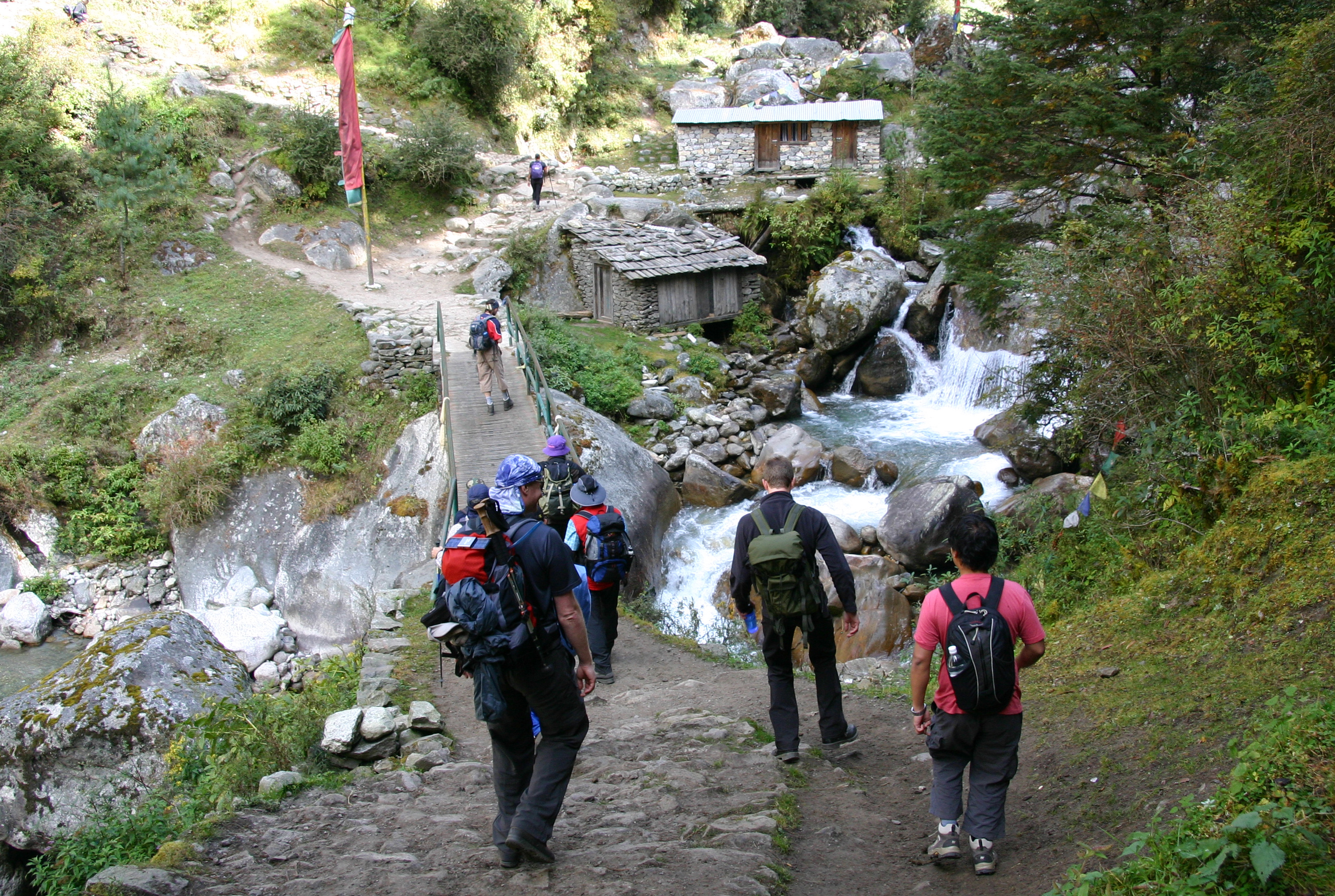
Monju
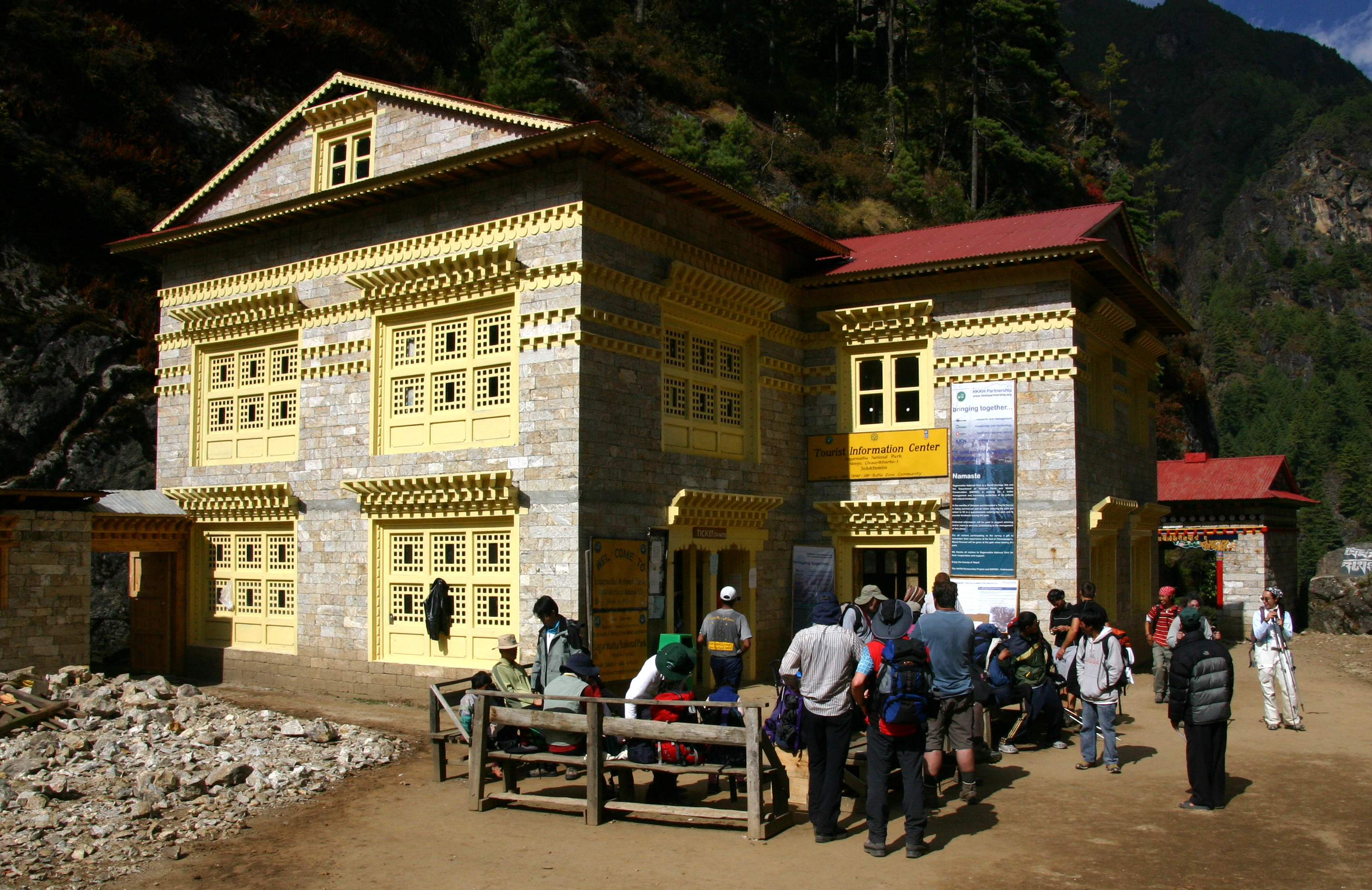
Sagarmatha Park
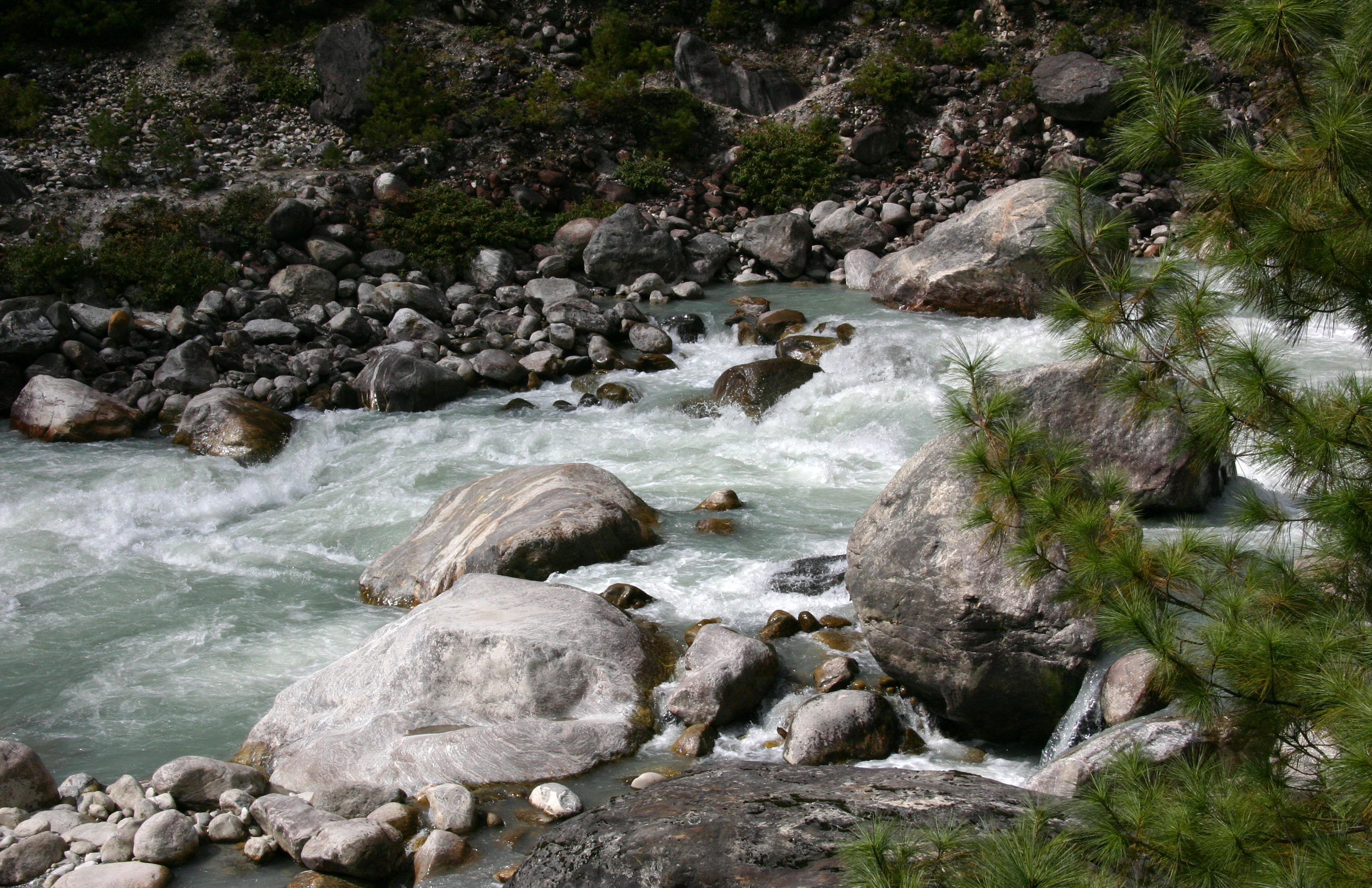
Dudh Koshi
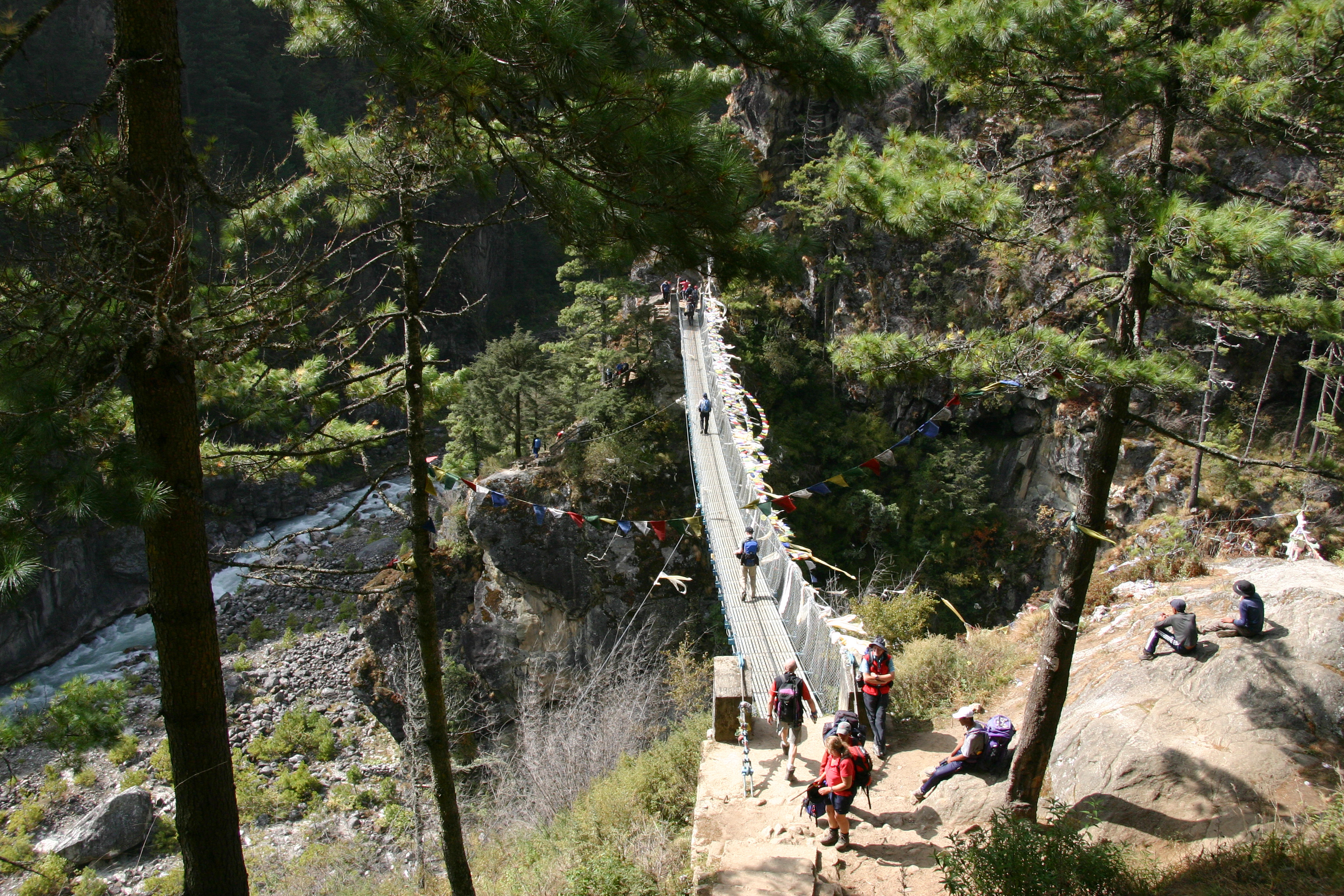
Most Larja
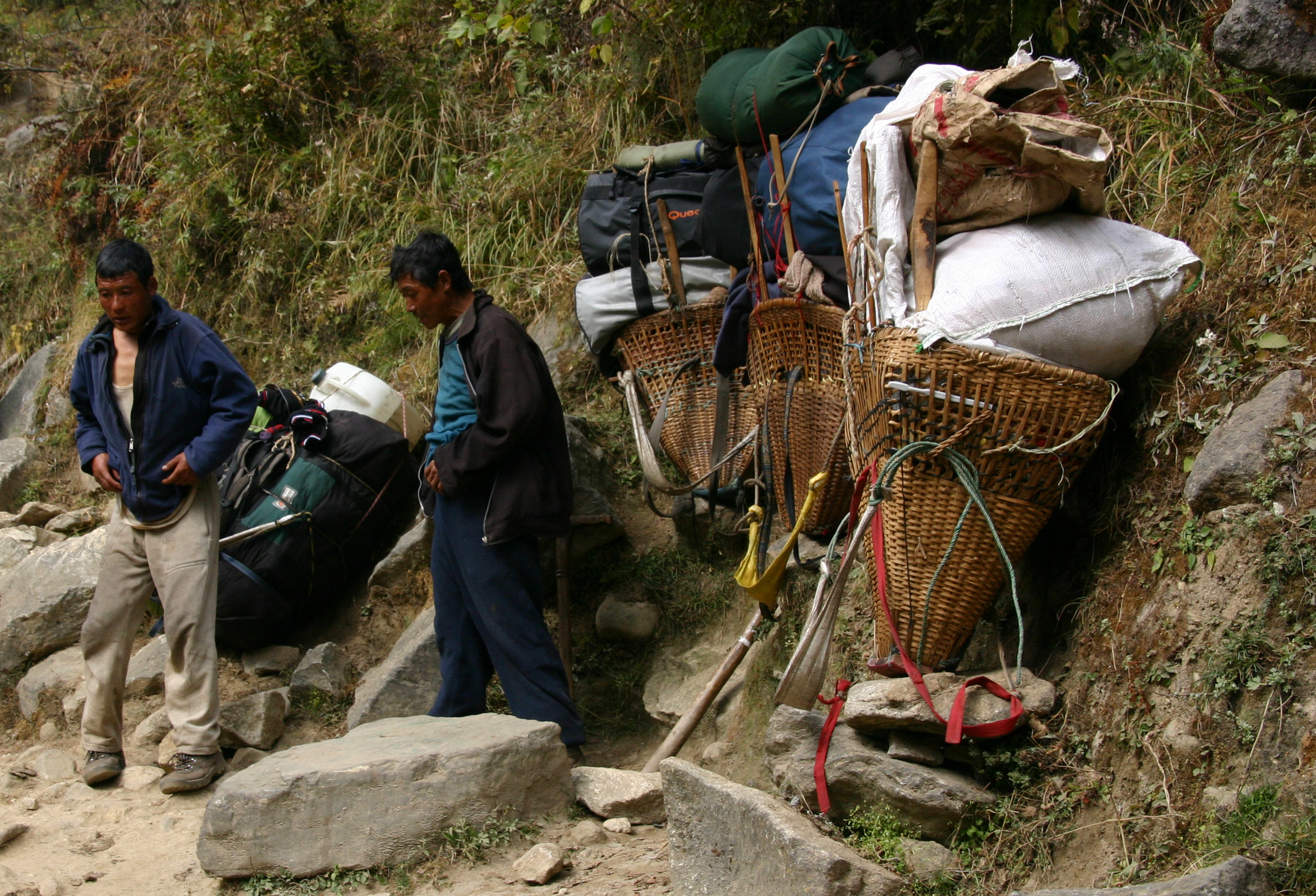
Przewoźnicy